# Rico Benatelli
Rico Benatelli (1992. március 17. –) olasz származású német labdarúgó, a Waldhof Mannheim középpályása.